# Allocosa albiconspersa
Espèce
Allocosa albiconspersa est une espèce d'araignées aranéomorphes de la famille des Lycosidae.

## Distribution
Cette espèce est endémique du Rwanda.

## Publication originale
- Roewer, 1959 : Araneae Lycosaeformia II (Lycosidae). Exploration du Parc National de l'Upemba Mission G.F. de Witte, vol. 55, p. 11-518.